# 1939 في مصر
فيما يلي قوائم الأحداث التي وقعت خلال عام 1939 في مصر.

## سياسة

### تعيين في المنصب
- 18 أغسطس – علي ماهر باشا رئيس الوزراء المصري.

## أفلام
من الأفلام التي صدرت هذه السنة في مصر:
- 1 يناير – الدكتور من إخراج نيازي مصطفى.
- 1 يناير – خلف الحبايب من إخراج فؤاد الجزايرلي.
- 1 يناير – سلفني 3 جنيه من إخراج توجو مزراحي.
- 1 يناير – يوم سعيد من إخراج محمد كريم.
- 1 أكتوبر – أجنحة الصحراء من إخراج أحمد سالم.
- 19 أكتوبر – بياعة التفاح من إخراج حسين فوزي.
- 6 نوفمبر – العزيمة من إخراج كمال سليم.

## كتب
من الكتب التي صدرت هذه السنة في مصر:
- 1 يناير – عبث الأقدار من تأليف نجيب محفوظ.

## مواليد

### يناير
- 1 يناير – عبد الحميد شاهين لاعب كرة قدم مصري.
- 13 يناير – علي حسنين ممثل مصري.

### فبراير
- 1 فبراير – كلود فرانسوا
- 8 فبراير – طه إسماعيل لاعب كرة قدم مصري.
- 24 فبراير – سلامة سليمان ناقد أدبي مصري.

### مارس
- 17 مارس – محمد غنيم

### يونيو
- 6 يونيو – مصطفى محرم كاتب سيناريو مصري.
- 11 يونيو – جيهان المكاوي إعلامية وأديبة مصرية.

### يوليو
- 7 يوليو – وحيد سيف

### أغسطس
- 24 أغسطس – رءوف عباس حامد مؤرخ مصري.

### أكتوبر
- 14 أكتوبر – صلاح عيسى صحفي ومؤرخ مصري يساري.